# Martina van Berkel
Martina van Berkel, född 23 januari 1989, är en schweizisk simmare.
van Berkel tävlade för Schweiz vid olympiska sommarspelen 2012 i London, där hon blev utslagen i försöksheatet på 200 meter fjärilsim. Vid olympiska sommarspelen 2016 i Rio de Janeiro tävlade van Berkel i tre grenar (200 meter ryggsim, 200 meter fjärilsim och 400 meter medley). Hon blev utslagen i försöksheatet på 200 meter ryggsim och 400 meter medley samt utslagen i semifinalen på 200 meter fjärilsim.